# Christian Buse
Christian Buse (* 19. November 1959 in Marburg) ist ein deutscher Schauspieler.

## Leben
Nach einem abgeschlossenen Romanistik–Studium in Konstanz absolvierte er seine Ausbildung an der Schauspielschule Theater im Westend in München und verschiedene Workshops. Danach trat Buse in diversen Fernsehserien und Filmen auf, so u. a. in SOKO 5113, Egal auf welcher Seite, Noch Zweifel Herr Verteidiger, Schwurgericht, Ein unmöglicher Mann und Bei aller Liebe. In der Seifenoper Marienhof spielte er von Juni 1998 bis zum Ende der Serie im Jahr 2011 die Rolle des Geschäftsmanns Thorsten Fechner. 2011 war Buse für den German Soap Award – Bösester Fiesling nominiert.
2013 war Buse in der Serie München 7 in der Folge Ja, wo ist er denn zu sehen. 
Buse ist mit seiner Schauspielkollegin Judith Riehl verheiratet, sie haben gemeinsam eine Tochter und einen Sohn. Sein Bruder ist Butz Ulrich Buse, der ebenfalls als Schauspieler arbeitet.
Von Folge 2721 bis Folge 3329 war Christian Buse in der Rolle des Pfarrers Vinzenz Rimpel sporadisch in der ARD-Telenovela Sturm der Liebe zu sehen.

## Filmografie (Auswahl)
- 1998–2011: Marienhof
- 2012: Stille Nacht (Film)
- 2017–2020: Sturm der Liebe (Telenovela)
- 2018: Der Pass (Fernsehserie)
- 2019: Club der einsamen Herzen (Fernsehfilm)
- 2019: Roland Rebers Todesrevue (Kinofilm)
- 2019: Hubert ohne Staller (Fernsehserie, Episode: Ein Fußgänger sieht rot)
- 2021: München Mord: Der Letzte seiner Art (Fernsehreihe)